# Yoshinobu Minowa
Yoshinobu Minowa (jap. 箕輪 義信, Minowa Yoshinobu; * 2. Juni 1976 in Kawasaki, Präfektur Kanagawa) ist ein ehemaliger japanischer Fußballspieler.

## Nationalmannschaft
2005 debütierte Minowa für die japanische Fußballnationalmannschaft.

## Errungene Titel
- J. League: 1999